# Minge
Mingea este un articol sportiv folosit în unele jocuri. Are de regulă formă sferică dar poate fi și ovală, și este realizată de regulă din cauciuc. În majoritatea jocurilor cu mingea, faza jocului depinde direct de starea mingii, care poate fi aruncată sau lovită în diverse feluri de către jucători.
| Sport              | Masă (g)    | Diametru (cm) | Circumferință (cm) |
| Baseball           | 142 - 149   | 7,3 - 7,5     | 22,9 - 23,5        |
| Oină               | 140         | 8             | 25                 |
| Fotbal             | 410 - 450   | 21,6 - 22,3   | 68,0 - 70,0        |
| Futsal             | 400 - 440   | 19,7 - 20,4   | 62,0 - 64,0        |
| Crichet            | 156 - 163   | 7,1 - 7,3     | 22,4 - 22,9        |
| Golf               | 45,9        | 4,3           | 13,5               |
| Hochei pe iarbă    | 156 - 300   | 3,5           | 11                 |
| Minibaschet        | 400 - 500   | 21,6 - 23,2   | 68 - 73            |
| Baschet (masculin) | 567 - 650   | 23,8 - 24,8   | 74,9 - 78,0        |
| Baschet (feminin)  | 510 - 567   | 23,0 - 23,5   | 72,4 - 73,7        |
| Handbal (masculin) | 425 - 475   | 18,5 - 19,1   | 58 - 60            |
| Handbal (feminin)  | 325 - 375   | 17,2 - 17,8   | 54 - 56            |
| Polo pe apă        | 400 - 450   | 21,6 - 22,6   | 68 - 71            |
| Volei              | 270         | 21,0          | 66                 |
| Rugby              | 375 - 425   | Indisponibil  | Indisponibil       |
| Squash             | 28 - 34     | 4,05          | 12,72              |
| Tenis de câmp      | 56,5 - 58,5 | 6,5           | 20,4               |
| Tenis de masă      | 2,4 - 2,5   | 3,6 - 3,9     | 11,4 - 12,1        |

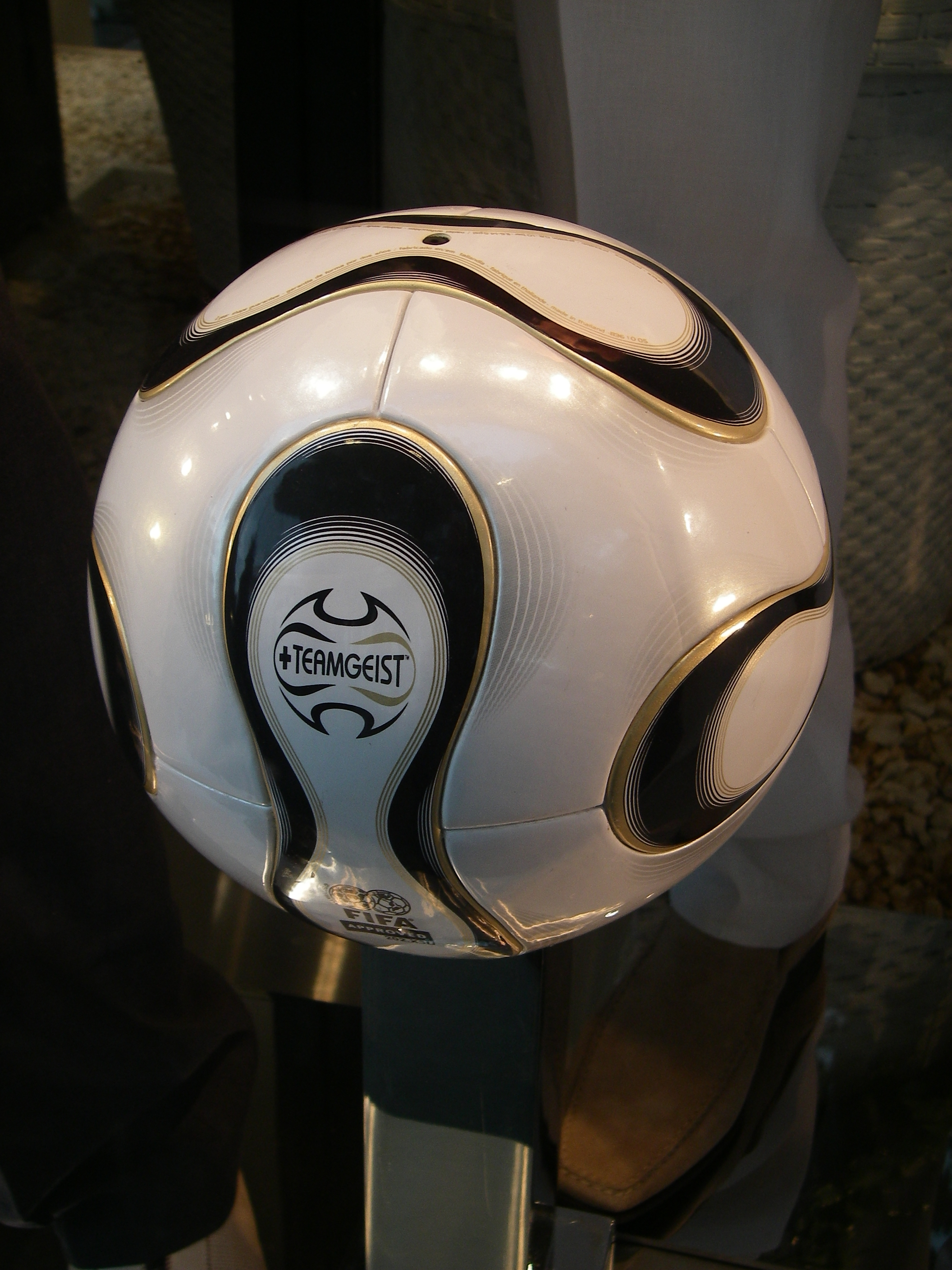
Mingea de fotbal
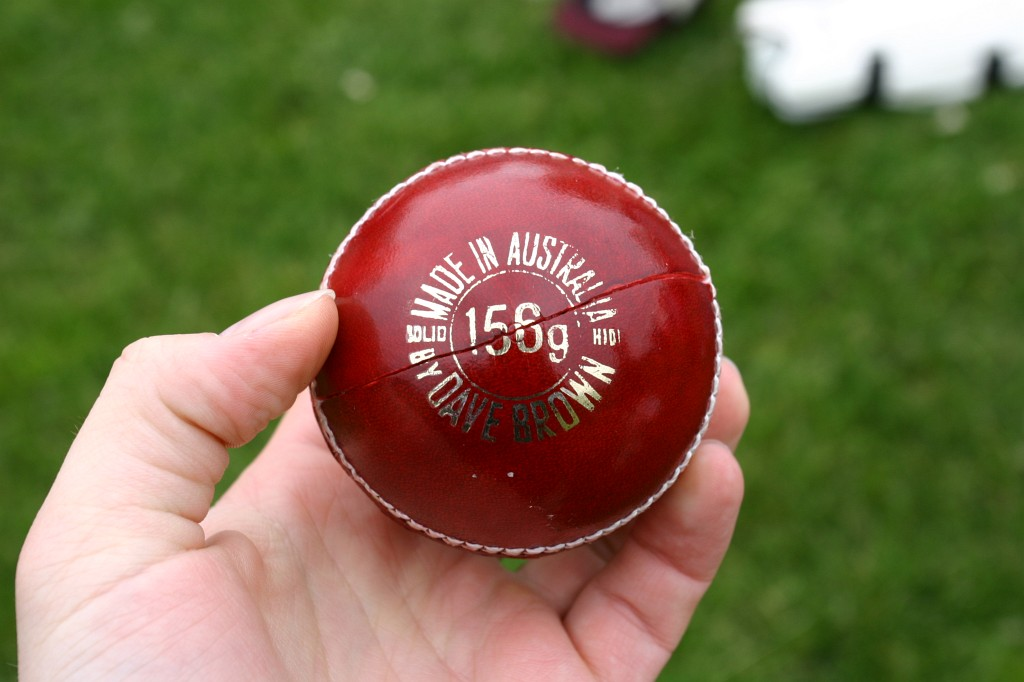
Mingea de cricket
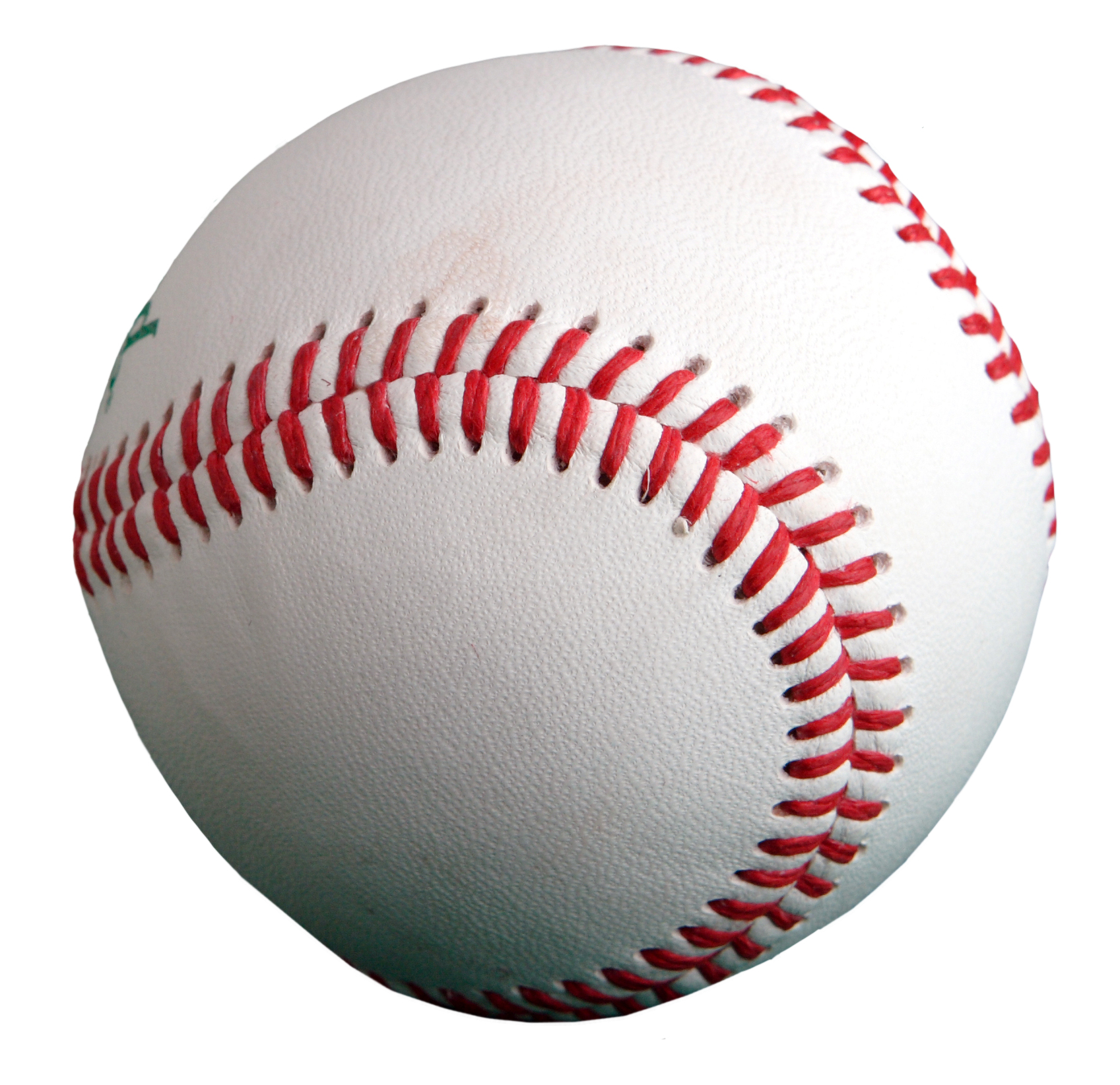
Mingea de baseball
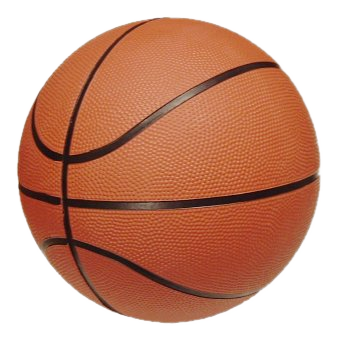
Mingea de baschet
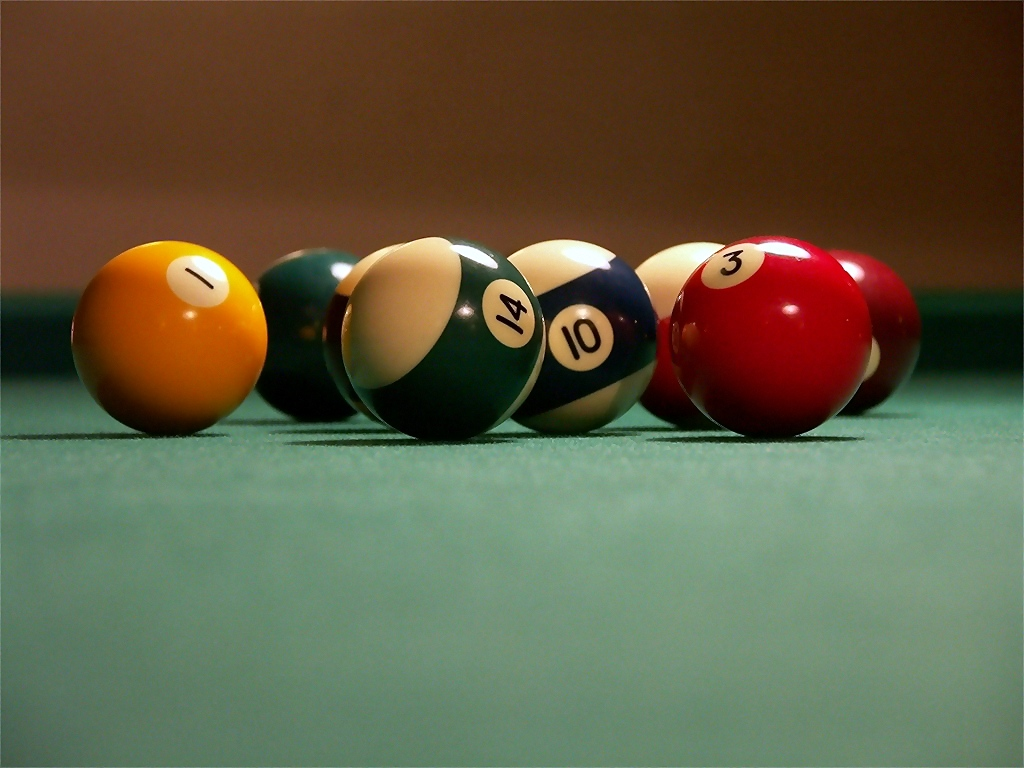
Mingi de biliard
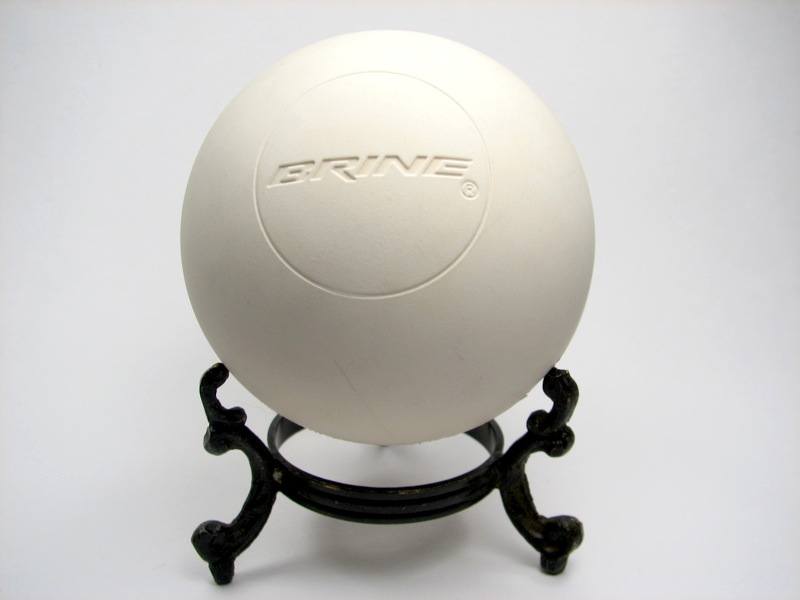
Minge de lacrosse
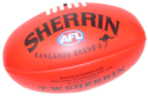
Minge de fotbal australian
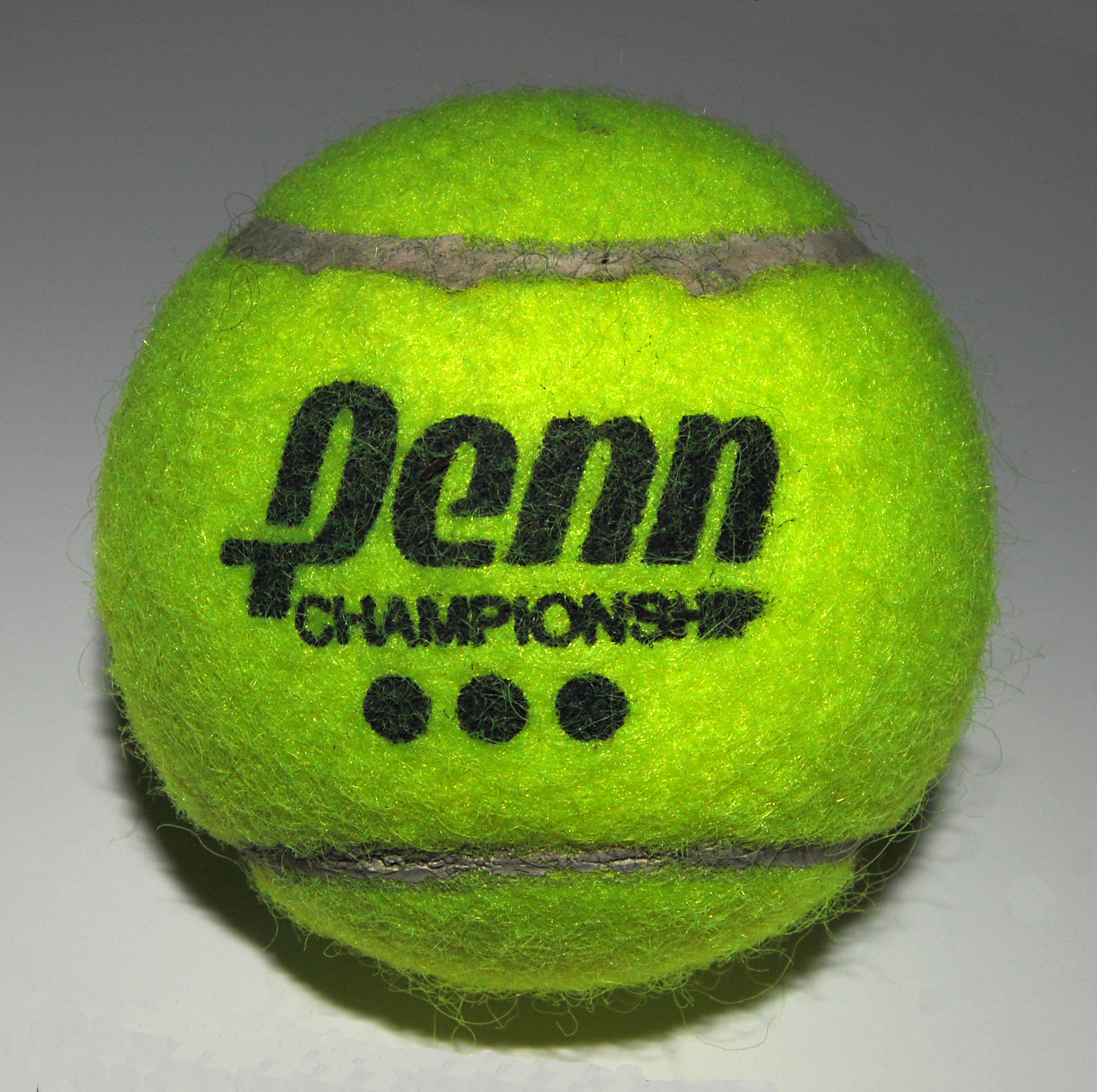
Minge pentru tenis de câmp
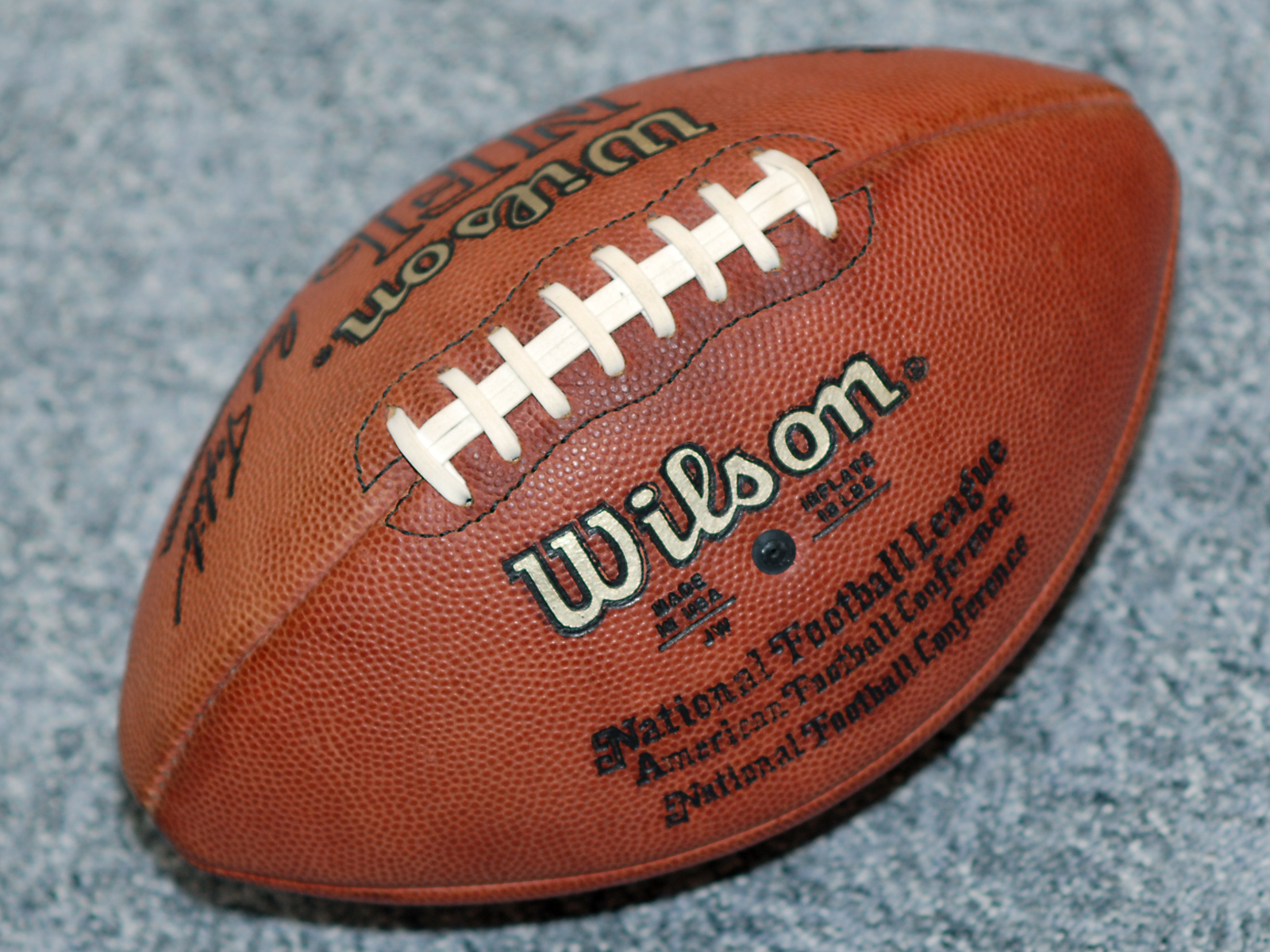
Minge de fotbal american
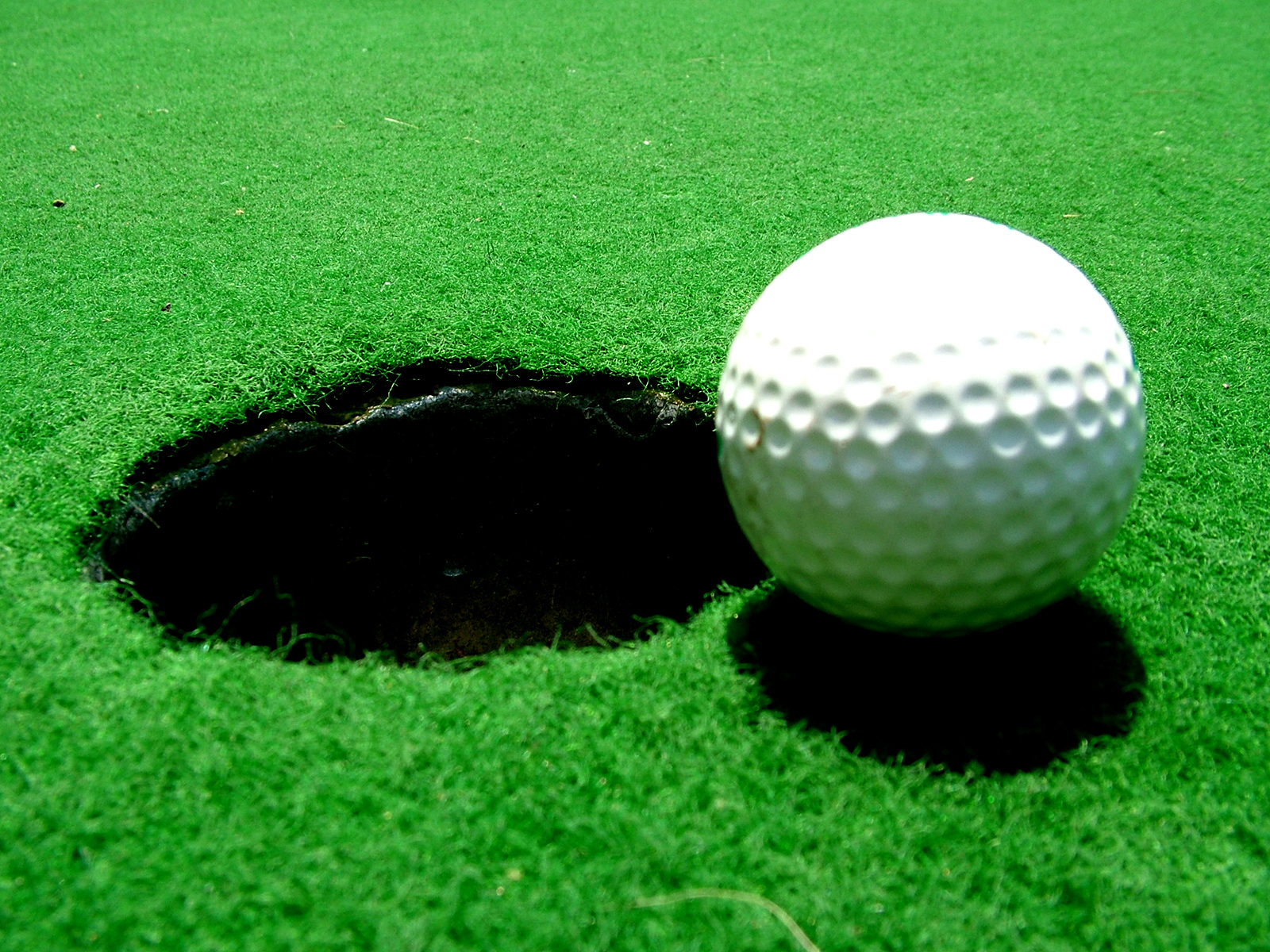
Minge de golf
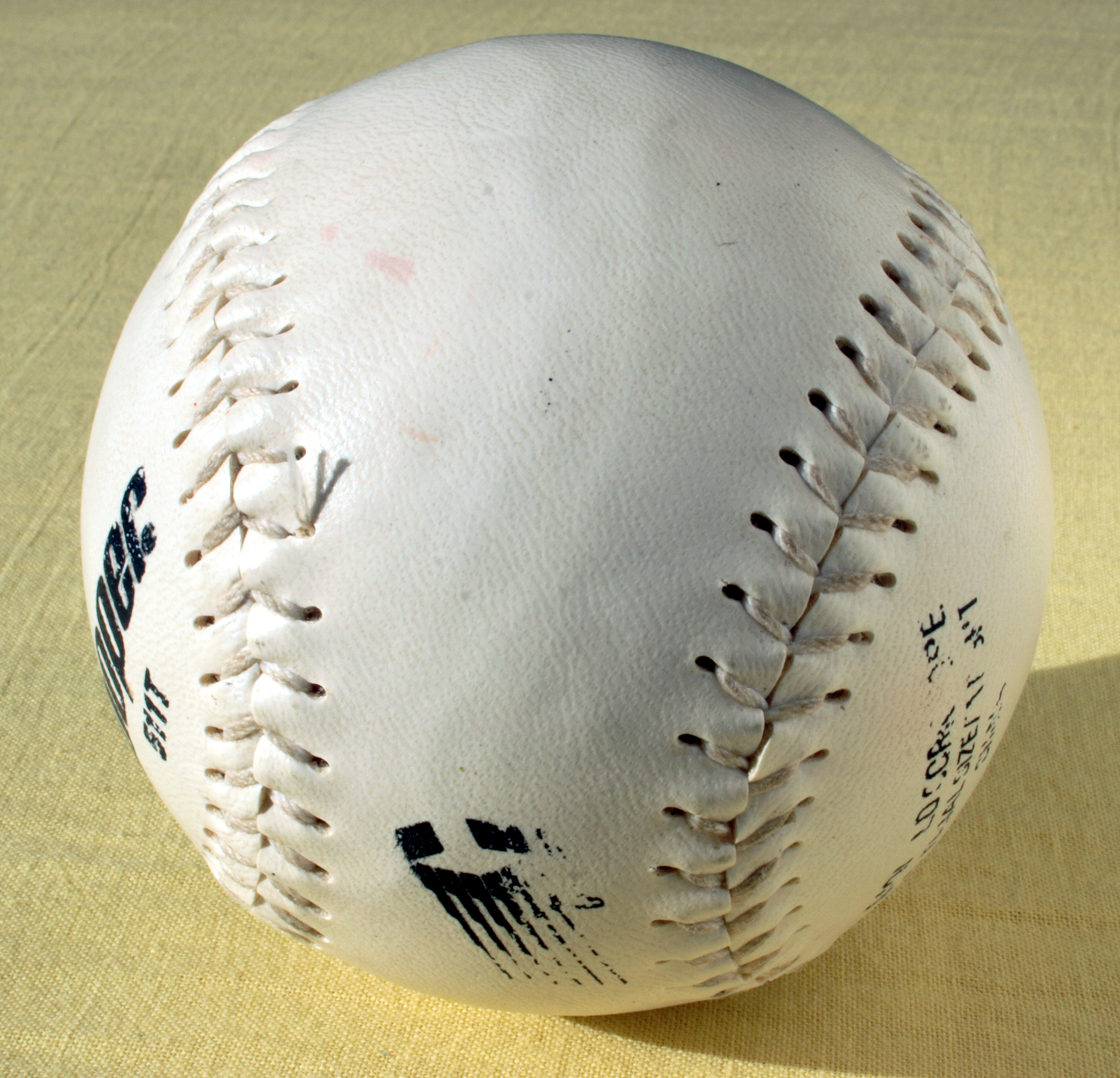
Minge de softball
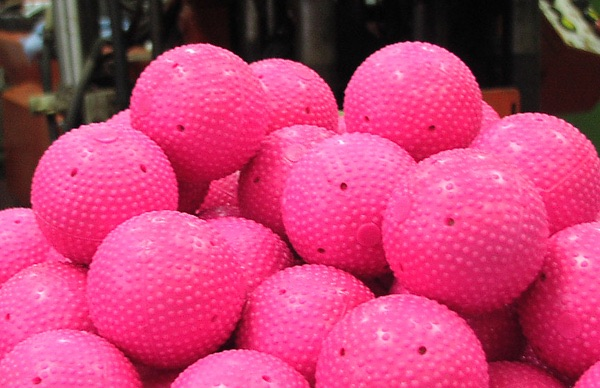
Mingi de bandy